# Thomas Hou
Thomas Yizhao Hou (1962) é um matemático sino-estadunidense, que trabalha com matemática numérica.
Hou estudou matemática na Universidade Tecnológica do Sul da China com um bacharelado em 1982, com um doutorado em 1987 na Universidade da Califórnia em Los Angeles, orientado por Björn Engquist, com a tese Convergence of Particle Methods for Euler and Boltzmann Equations with Oscillatory Solutions. Em 1989 foi professor assistente e em 1992 professor associado no Instituto Courant de Ciências Matemáticas. A partir de 1993 foi professor associado e a partir de 1998 professor do Instituto de Tecnologia da Califórnia (Caltech), onde é desde 2004 Charles Lee Powell Professor de matemática.
Recebeu o Prêmio James H. Wilkinson de 2001.
Foi palestrante convidado do Congresso Internacional de Matemáticos em Berlim (1998).

## Obras
- com Yalchin Efendiev Multiscale finite element methods: theory and applications, Springer Verlag 2009
- Editor com Chun Liu, Jian-Gao Liu Multi-scale phenomena in complex fluids: modeling, analysis and numerical simulation, World Scientific 2009 (Aulas na Universidade Fudan em Xangai)